# 판크라스
주식회사 판크라스(Pancrase)는 일본의 종합격투기 단체로, 신일본프로레슬링출신의 후나키 마사카츠와 스즈키 미노루가 후지와라구미에서 독립해 1992년 조직, 1993년 설립했다. 일본 격투기연맹 구성 단체이며, 재단법인 일본 레슬링협회 산하에 있다.
판크라스는 고대그리스의 격투기 판크라치온의 전신으로 여겨지는 경기명이며
, 그것을 회사명으로 명명한 인물은 후나키와 스즈키가 신일본프로레슬링에 소속 되어 있을 시의 레슬링 코치였던 칼 곳치로 여겨진다. 하이브리드 레슬링(Hybrid Wrestling)을 단체의 슬로건으로 하고 있다.

## 내력
프로레슬러 후나키 마사카츠와 스즈키 미노루는, '메가네슈퍼'가 스폰서인 후지와라구미에 소속되어 있었으나, 경영악화로 인해 전 선수를 해고하기로 한 것에 반발한 후나키가 1992년 12월에 후지와라구미를 이탈해, 오자키 마사미를 사장으로 한 '월드 판크라스 크리에이티브'를 설립했다. 설립 당시의 소속 선수는 후나키 마사카츠, 스즈키 미노루, 후케 유스케(현：후케 타카쿠), 타카하시 요시키, 야나기사와 류시, 이나가키 카츠오미, 쿠니오쿠 키우마(연습생) 이었다.
두 설립자 모두 캐치 레슬링 기술을 가진 프로레슬러로 그들은 슛(실전)을 지향한 프로레슬링 단체로서 판크라스를 설립했다. 당시의 경기 규칙은, 손바닥을 이용한 장저 공격(팜 스트라이크)과, 상대가 로프를 잡았을 시의 이스케이프(로프브레이크), 로스트 포인트제 등 제2차UWF의 규칙들을 인정했다.
'완전실력주의'를 표방한 파이트 스타일은, 당시의 프로레슬링 흥행에서는 상상할 수 없었던 빠른 시합의 결착 등으로 폭발적인 인기를 끔과 동시에 초살이라는 유행어를 낳았다.
1993년 9월 21일, 동경베이NK홀에서 첫 대회를 개최했다.
1997년 7월, 후나키마사카츠가 이끄는 '동경도장(판크라스 동경)'과, 스즈키미노루가 이끄는 '요코하마도장(판크라스요코하마)'로 나뉘었으나 2002년1월에 '판크라스ism'으로 통합되었다.
2000년 이전부터 판크라스 독자의 '판크라치온 룰'을 도입해 종합격투기 단체들과의 차이를 줄였으며, 2000년에는 오픈핑거글러브가 도입되어 모든 경기가 새로운 규칙으로 시행되었다.
2003년 4월 18일, 판크라스MISSION이 설립 되었다. 프로레슬링 룰에만 참전하는 선수와, 종합격투기와 프로레슬링을 병행하는 선수들이 소속된다.
2005년 5월 2일, 판크라스GRABAKA가 판크라스에서 독립하였다.
2008년 5월, 기존의 운영주체인 '월드 판크라스 크리에이트'를 대신해 새로운 회사 '주식회사 판크라스'가 설립 되어 모든 영업이 양도되었다.
2010년 10월 1일, 새로운 대표이사 사장으로 카와무라 료 취임.
2011년 2월 6일, 판크라스 2011 임프레시브 투어 2.06 디퍼아리아케 대회부터 소속 단체/TEAM 단위로 승률을 겨루는 HYBRID LEAGUE(하이브리드 리그)를 출범.

## 트레이닝 짐
판크라스는 일반 대상의 트레이닝 짐인 P'sLAB(피즈라보)를 설립해 경영하고 있다. 그 목적은 판크라스를 경기 종목으로서의 확립하고, 아마추어 양성을 통해 프로 선수를 배출하기 위함에 있다. 판크라스의 심판이기도한 인스트럭터 치바 요시노리(SRC심판부장)를 중심으로 현역 판크라시스트가 직접 지도하고 있다.
현재 일본의 관동과 관서지방에 5개의 도장(동경, 요코하마, 오사카, 카나가와, 치바)이 설치되어 있으며, 오키나와를 포함한 일본 전역과 미국, 캐나다, 유럽, 대한민국에 판크라스의 인가 도장이 있다.

## 각 팀의 선수

### 판크라스ism
- 이토 타카후미
- 콘도 유키
- 와타나베 다이스케
- 오오이시 코지
- 카나이 이치로
- 카와무라 료
- 토류 마사히로
- WINDY토모미

### 판크라스이나가키구미
- 마에다 요시로
- 하세가와 코지
- 요시타케 노부히로
- 토미타 히로시
- 나카무라 코지
- 노나카 쇼
- 키타카타 다이치

### 판크라스 TEAM FIGHT SUNS
- 카와하라 세이야

### 판크라스MISSION（프로레슬링 부문）
- 스즈키 미노루
- 후케 타카쿠
- 사토 히카루

### P'sLAB

#### 판크라스P'sLAB동경
- 이시카와 요시유키

#### 판크라스P'sLAB요코하마
- 혼다 아사키
- 아라마키 타쿠
- 토미타 히로타카
- 시미즈 하야토

#### P'sLAB동경
- 사토 신야

## 과거의 소속 선수
- 키타오카 사토루
- 후나키 마사카츠
- 야나기사와 류시
- 이나가키 카츠오미
- 야마다 마나부
- 쿠니오쿠 키우마
- 하세가와 사토시
- 매시브・이치
- 오오바 유지
- 미노와 이쿠히사（현：미노와맨）
- 쿠보타 코세이
- 아라이켄지
- 이시이 다이스케
- 스도 겐키
- 마츠나가 히로오
- 나카다이 센
- 키쿠치 히토시
- 미야카와 쥰야
- 시부야 오사미
- 타카하시 요시키
- 켄고
- 시다 미키
- 시마다 켄지
- 야시마 유키
- 이카리 유이치

## 체급 및 킹 오브 판크라스
다른 단체에서는 챔피언에 해당하는 타이틀의 독자적인 칭호로 킹 오브 판크라스라고 한다.
설립 이후에는 무차별급으로 대회가 진행되었으나, 2000년부터 체급제가 도입되었다. 2008년 1월 30일 대회 부터, 네바다주 체육위원회가 제정한 체급제로 변경해, 밴텀급과 플라이급이 신설 되고, 슈퍼헤비급이 폐지되었다.
2009년 10월 25일 대회 부터, 플라이급의 체중제한이 58.0kg에서 56.7kg으로 하향 조정되었다.
2011년 3월 18일, 경량급 선수와 여성 선수의 참전 증가로 인해 기존의 플라이급을 슈퍼플라이급으로, 그 하한을 58.0kg에서 56.7kg으로 변경하고 플라이급(54.4kg), 라이트플라이급(52.2kg), 슈퍼스트로급(49.9kg), 스트로급(47.6kg), 미니멈급(45.4kg)을 신설하는 등 체급 신설 및 명칭 변경을 발표했다.
| 체급         | 체중 구분            | 대     | K.O.P           |
| ------------ | -------------------- | ------ | --------------- |
| 무차별급     | 체중 무제한          | 제10대 | 조쉬 바넷       |
| 헤비급       | 93.0kg - 120.2kg미만 |        | 공석, 반납      |
| 라이트헤비급 | 83.9kg - 93.0kg미만  | 제4대  | 카와무라 료     |
| 미들급       | 77.1kg - 83.9kg미만  | 제10대 | 후지이 리쿠헤이 |
| 웰터급       | 70.3kg - 77.1kg미만  | 제5대  | 우라 켄고       |
| 라이트급     | 65.8kg - 70.3kg미만  | 제3대  | 마키시          |
| 페더급       | 61.2kg - 65.8kg미만  | 제2대  | 말론 산드로     |
| 밴텀급       | 56.7kg - 61.2kg미만  | 초대   | 이노우에 마나부 |
| 슈퍼플라이급 | 56.7kg미만,하한 없음 | 제2대  | 시미즈 키요타카 |

### 과거의 킹 오브 판크라스
- 스즈키 미노루
- 콘도 유키
- 카나이 이치로
- 마에다 요시로
- 후나키 마사카츠
- 키쿠타 사나에
- KEI 야마미야
- 타카하시 요시키
- 쿠니오쿠 키우마
- 스나베 미츠히사
- 코사카 츠요시
- 이노우에 카츠야
- 타케우치 이즈루
- 나카니시 유이치
- 이시게 다이조
- 쇼지
- 네이던 마쿼트
- 바스 루텐
- 켄 섐락
- 프랭크 섐락
- 히카르도 알메이다
- 세미 슐트
- 가이 메즈거
- 케스투티스 아르보시우스
- 아수에리오 실바

## 선수의 복장
판크라스가 인가하는 오픈핑거글러브, 마우스피스, 파울컵, 하의를 반드시 착용해야한다. 레슬링 슈즈등의 착용도 허용되나, 금속 장식이 없어야한다.
설립 후 수년간 레가스와 레슬링 슈즈, 니패드, 몸에 붙는 타이츠의 착용이 의무화되었다. 2000년 이후부터 레가스, 니패드, 슈즈의 착용은 선택할 수 있게 되었다. 2010년 2월 7일 대회부터 컴뱃쇼츠 등 바지도 허용되었으나, 무릎 위 까지의 반바지만 착용이 가능하며 반드시 파울컵→스패츠→바지의 순으로 착의해야한다.

## 판크라스 코리아
판크라스 코리아는 판크라스의 첫 법인 지부로, MBC ESPN의 격투기 해설위원이기도 한 이동기가 대표를 맡았다. 2007년 3월 10일부터 한 달 간격으로 아마추어 대회인 하이브리드 챌린지를 치르고 있다.

## 같이 보기
- 팡크라티온

## 참조
1. ↑  What's PANCRASE? - PANCRASE Official Site